# Kinda kanal

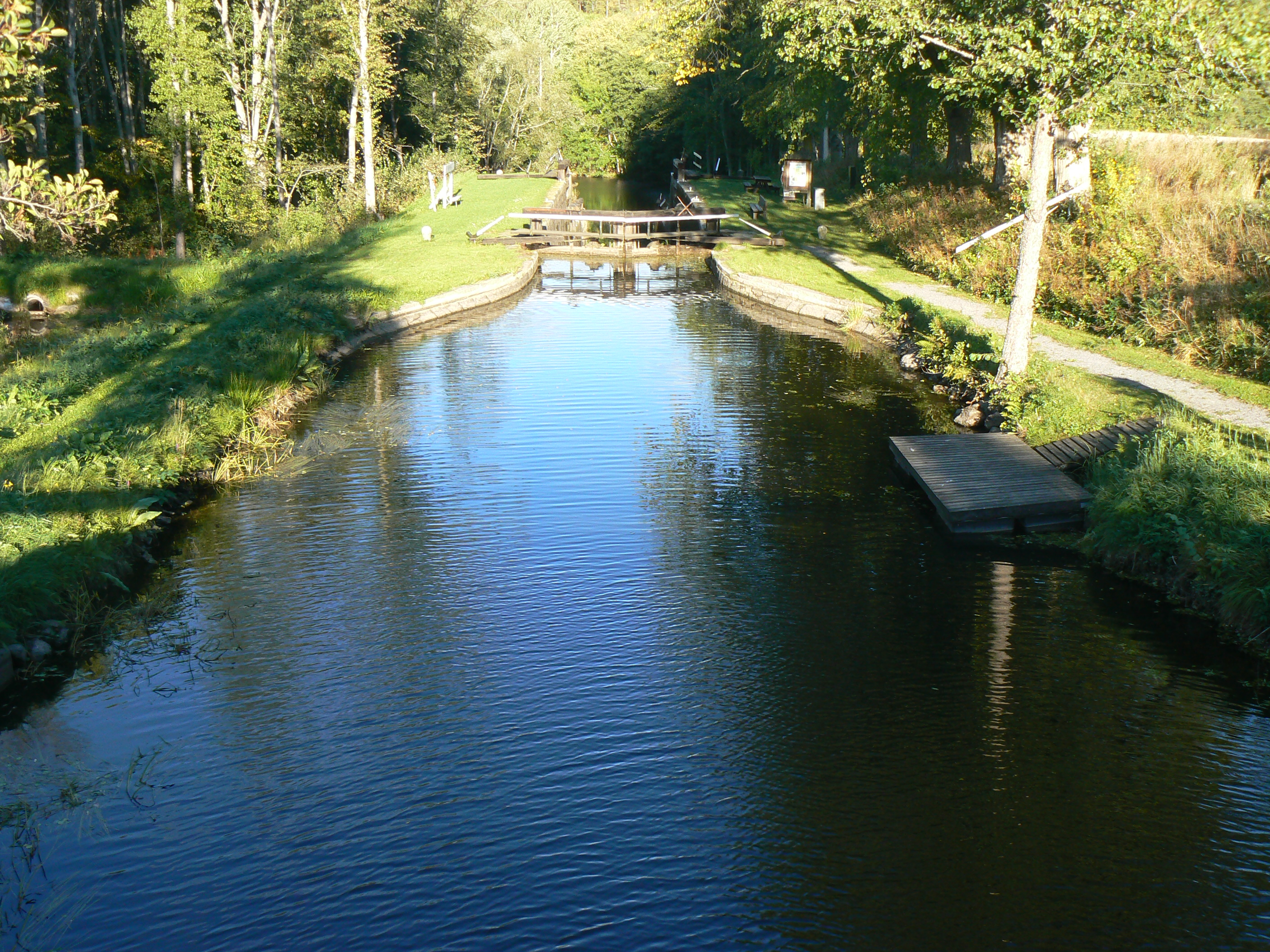
Kinda kanal vid Hamra slussar

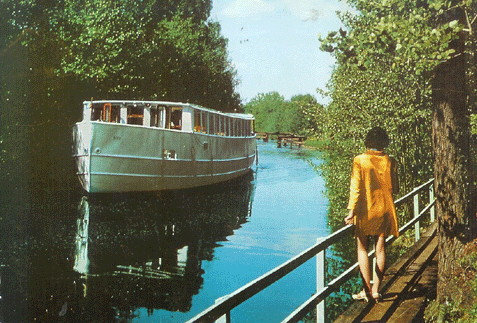
M/S Kind på Kinda kanal, 1960-talet

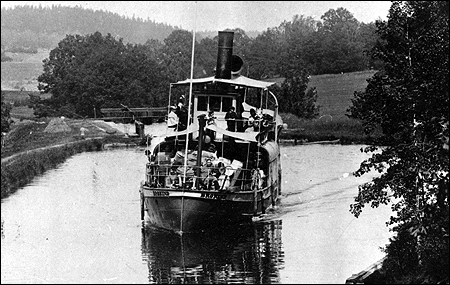
S/S Brokind på Kinda kanal, mellan 1878 och 1903

Kinda kanal är en kanal i Östergötland, som i stor utsträckning följer Stångåns naturliga lopp från Åsunden norrut mot Linköping och Roxen. Kanalen förbinder sjöarna Åsunden, Ämmern, Järnlunden vid Rimforsa samt Lilla- och Stora Rängen – via Brokind, sjön Ärlången och Linköping – med Roxen och Göta kanal. Kanalens totala sträckning ifrån Horns och Hycklinge hamnplatser vid Åsunden i söder till Roxen i norr är drygt 80 km, varav omkring 27 km utgör kanalens grävda och sprängda sträckor; höjdskillnaden däremellan är 52,5 m. Kanalen har 15 slussar på nio platser.

## Historik
Planer för en transportled över sjöarna fanns redan under 1700-talets mitt. Under de sista åren på 1790-talet fick frågan större. aktualitet och Kungl. Maj:t gav den 17 januari 1797 uppdrag till överdirektören vid Generallantmäterikontoret Erik af Wetterstedt i uppdrag att utreda frågan. År 1799 bildades ett bolag som skulle stå ansvarigt för kanalbygget, som var klart 1810. Efter en olycka vid Brokinds sluss i början av 1813, upphörde trafiken. Det skulle dröja länge innan idén åter kom på tal, men på 1850-talet aktualiserades frågan med anledning av ett stort projekt som gick ut på att sänka vattennivån i flera av sjöarna i området. 
in 
Kanalen genom Brokinds sluss blev åter farbar år 1861, då fartyget S/S General Boy sattes in mellan Åby säteri längst söderut i Åmänningen och Labbenäs längst norrut i Stora Rängen. I september 1862 gick det ut en inbjudan till intresserade att teckna aktier i ett bolag som hade till syfte att utvidga kanalbygget till Linköping. Kanalen i dagens utformning byggdes därefter 1865–1871, med huvudsakligen statliga medel som ett sätt att lindra den svåra nöden som rådde i de isolerade trakterna vid den tiden. Kanalens främsta funktion var som transportled, huvudsakligen för timmer och jordbruksprodukter. Dessutom möjliggjorde kanalen en sänkning av vattennivån i sjöarna Åsunden och Stora Rängen, vilket frigjorde ny jordbruksmark. Tanken var att förlänga kanalen söderut mot Vimmerby, men därav blev det intet. Efter östra centralbanans tillkomst kom kanalens betydelse som godstransportled att minska successivt – detta då järnvägen i stor utsträckning följde kanalens lopp. Längs kanalen fanns bland annat varven Linköpings varv omedelbart norr om Linköping och Hjulsbrovarvet omedelbart söder om staden. 
Sedan 1948 går ingen godstrafik på kanalen, och med start 1958 konstruerades fasta broar, med en minsta höjd på 3,09 meter. Kanalen är i dagsläget endast av betydelse som turistattraktion. Den trafikeras sommartid av M/S Kind.

## Kinda kanals slussar
Slussarna i Kinda kanal kan hantera fartyg upp till 24,5 meter i längd och 4,6 meters bredd. Nykvarns sluss är ett undantag, eftersom den har samma mått som slussarna i Göta kanal. Dessa mått valdes för att slussen ligger före Linköping från Roxen och Göta kanal sett, och man ville att fartygen som gick på Göta kanal skulle kunna komma in i Linköpings hamn.

- Nykvarns sluss (1 sluss, höjdskillnad: 2,8 meter) (58°25′16″N 15°37′50″Ö / 58.42111°N 15.63056°Ö)
- Tannefors slussar (3 slussar, höjdskillnad: 10,5 meter) (58°24′01″N 15°38′57″Ö / 58.40028°N 15.64917°Ö)
- Hackefors sluss (1 sluss, höjdskillnad: 6,8 meter) (58°23′02″N 15°41′53″Ö / 58.38389°N 15.69806°Ö)
- Hjulsbro sluss (1 sluss, höjdskillnad: 0,2 meter) (58°22′36.7″N 15°42′37.4″Ö / 58.376861°N 15.710389°Ö)
- Slattefors sluss (1 sluss, höjdskillnad: 3,2 meter) ()
- Sturefors sluss (1 sluss, höjdskillnad: 3,2 meter) (58°19′18″N 15°46′06″Ö / 58.32167°N 15.76833°Ö})
- Hamra slussar (2 slussar, höjdskillnad: 8,9 meter) (58°18′16″N 15°43′54″Ö / 58.30444°N 15.73167°Ö)
- Hovetorps slussar (4 slussar, höjdskillnad: 15,8 meter) (58°18′36″N 15°43′32″Ö / 58.3101°N 15.7256°Ö)
- Brokinds sluss (1 sluss, höjdskillnad: 1,6 meter) (58°12′37″N 15°39′49″Ö / 58.21028°N 15.66361°Ö)

## Bildgalleri

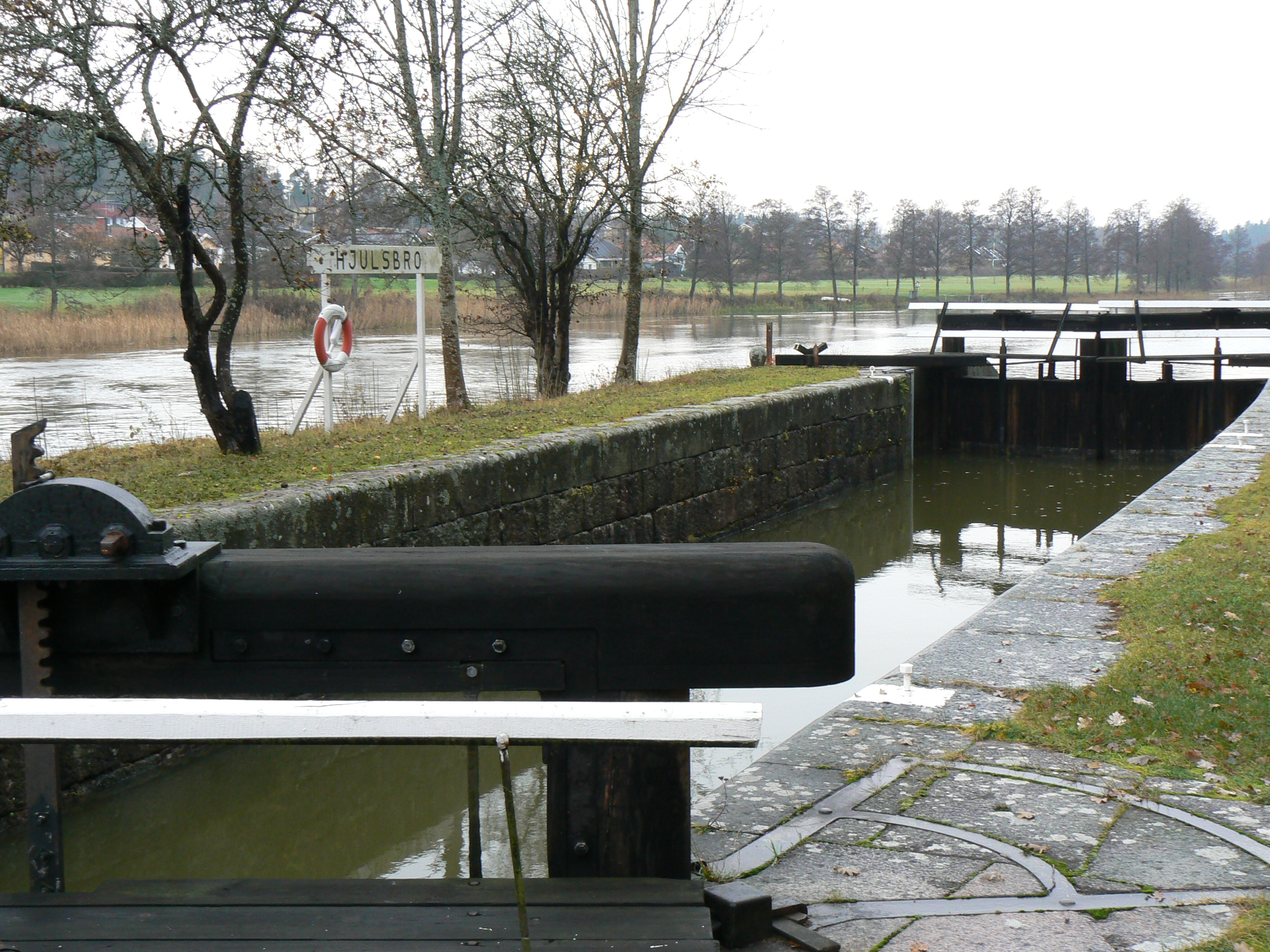
Hjulsbro sluss
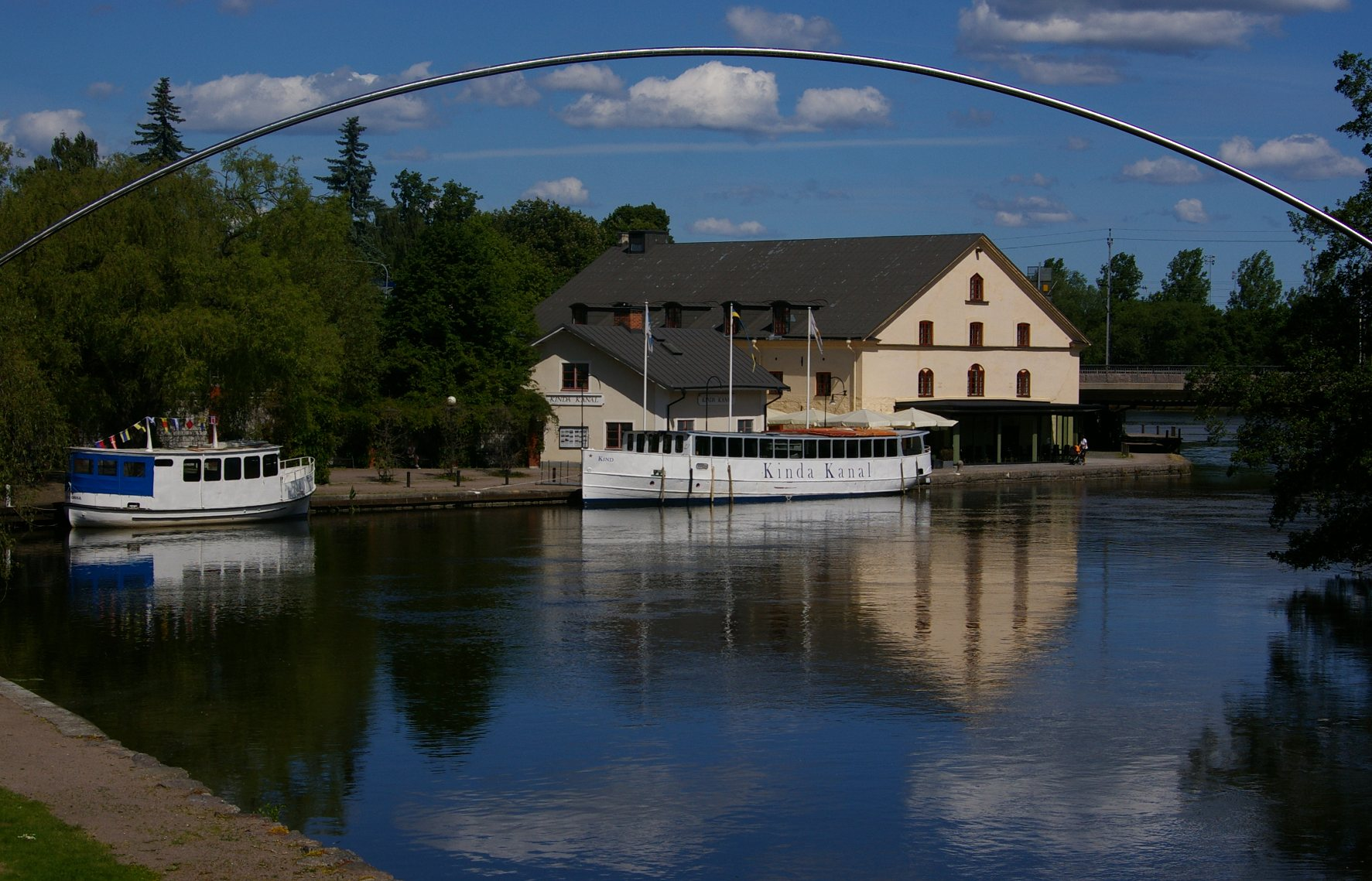
M/S Kind utanför kanalbolagskontoret och Stångs magasin i Linköping
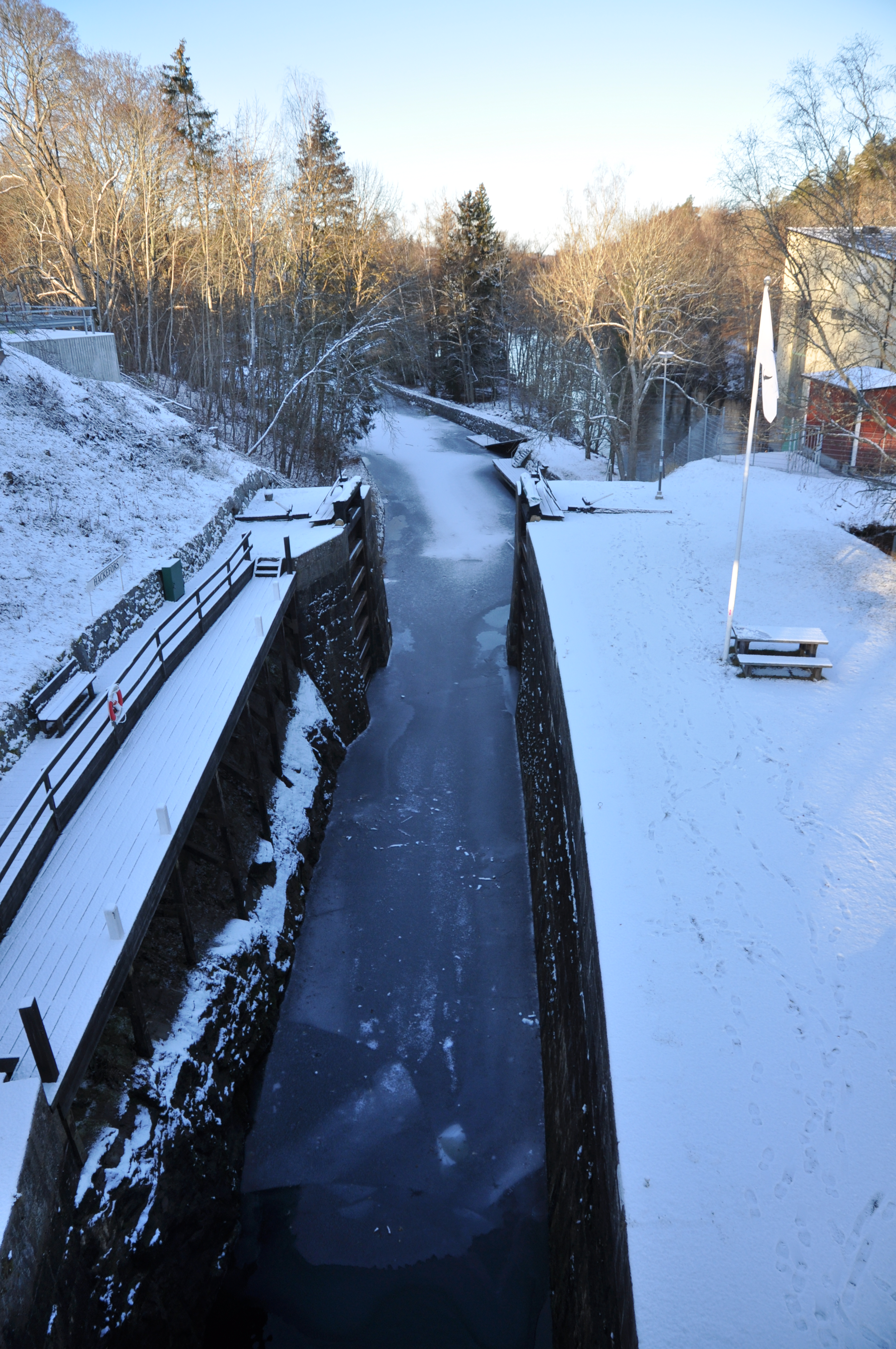
Hackefors sluss sedd från gångbron
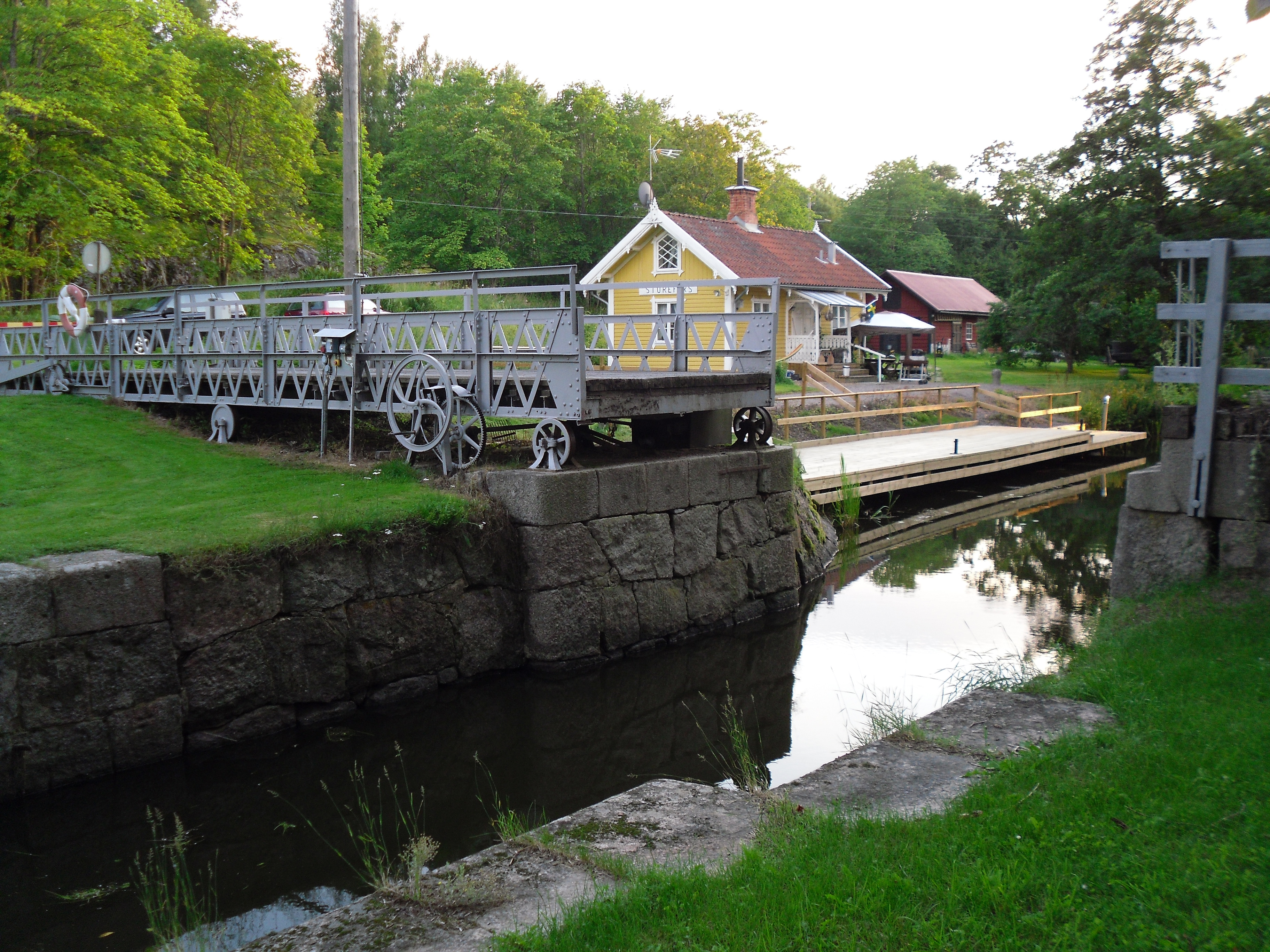
Sturefors sluss med rullbro och slussvaktarbostad
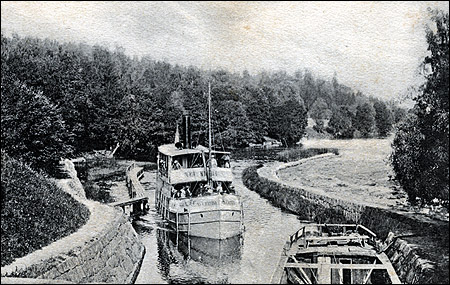
S/S Nya Kinda